# 伊藤正己
伊藤 正己（いとう まさみ、1919年9月21日 - 2010年12月27日）は、日本の法学者（英米法・憲法）、裁判官。位階は正三位。勲等は勲一等。学位は法学博士（東京大学・1960年）。東京大学名誉教授、文化功労者。名の表記は「正己」であり、「正已」や「正巳」は誤り。専門書でも誤記されることがある。司法省調査課嘱託、専修大学法学部非常勤講師、法務庁調査意見局調査員、東京大学法学部教授、東京大学法学部学部長、最高裁判所判事、日本育英会会長、財団法人国際科学技術財団会長などを歴任した。末延三次門下。弟子に、樋口範雄など。

## 概要
兵庫県出身の法学者である。専門は英米法、憲法で、とりわけ表現の自由とプライバシーの関係性を研究した。司法省の調査課に嘱託として勤務したのち、専修大学で教鞭を執った。その後、法務庁の調査意見局にて調査員として勤務したのち、東京大学で教鞭を執り、法学部の学部長や、総長特別補佐など、要職を歴任した。1980年には最高裁判所判事に就任した。晩年には日本学士院の会員に選任され、第一部の部長や幹事を務めた。2010年12月27日没。

## 来歴

### 生い立ち
兵庫県出身。神戸一中、一高、東京帝国大学法学部卒業。戦時中は特別研究生に選ばれ、徴兵を免れたほどであった。1954年から米ハーバード大学・スタンフォード大学に留学。

### 裁判官として
最高裁判事としては、吉祥寺駅ビラ配布事件判決において、補足意見の中で示した「パブリックフォーラム論（公共場所を表現活動に利用する場合の利害調整）」など自己の専門分野を生かし、ハードコア・ポルノは憲法上の保護を受けないとする補足意見、囚われの聴衆事件では電車内の商業宣伝放送を聞かされることがプライバシー侵害になる可能性を示した補足意見などを記した。
大阪空港訴訟では、夜間離着陸の差し止めを認めず、過去の騒音損害のみ賠償を認めた法廷意見に「行政事件の公権力行使として、抗告訴訟で救済を求めるべき」とする補足意見を付した。サラリーマン税金訴訟では、「サラリーマンにも必要経費はあるが、給与所得控除の中に概算的に含まれており、事業所得者と比べ不公平ではない」とする法廷意見に「サラリーマンの実際の経費が給与所得控除を超えた場合、その制度で課税するのは合理性を欠き違憲」とする補足意見を付した。
殉職自衛官の護国神社合祀を合憲とした自衛官護国神社合祀事件の多数意見に対し「司法が精神的自由を考える場合は少数者保護の視点が必要であり、宗教上の心の静穏を要求することも法的保護に値する。自衛隊の行為は違憲」とする反対意見。北方ジャーナル事件（中傷表現を含む出版物の事前差し止め）で、本件は例外的差し止め要件に該当して合憲とした法廷意見に「例外にこのような厳格な要件を求めると、事前差し止めが著しく制限される。公的人物（立候補者）の場合は原則として事後制裁とするほかない」とする補足意見を付した。
表現の自由などの精神的自由権は尊重する姿勢を通していたが、堀木訴訟では多数意見に立った。
退官のとき「先輩には、補足意見は無駄な独り言だと言われもしたが、学者として言っておきたいことがあった」と語った。
2010年12月27日、呼吸不全のため東京都新宿区の病院で死去。91歳没。没後に日本政府から正三位を追叙された。

## 主要な判決
- 自衛官護国神社合祀事件[6] - 1968年（昭和43年）1月、陸上自衛隊岩手地方連絡部の二等陸尉Aが釜石市で公務中、交通事故に遭い、殉職した。クリスチャンの妻Bが遺骨を教会に納骨したところ、自衛隊の隊員が山口県護国神社に合祀するので、書類を渡して欲しいと求めたが、Bが拒否した。すると、隊友会山口県支部が申請者となって山口県護国神社に合祀した。そこで、Bが国家と隊友会山口県支部を相手どって慰謝料100万円の支払いを請求した。争点は国の合祀する行為が憲法20条が定める信教の自由に違反し、民事上の請求権として認めるかどうかという点にあった。最高裁判所は、15人中14人がBの請求を棄却する判断をした中、伊藤正己のみが請求を認めるべきだとの少数意見を述べた。

## パブリック・フォーラム論
公園、広場、公会堂、道路などの公の施設は、それぞれ本来の目的をもっているが、同時に集会により一定の表現を行う場所としても有用である。これらを「パブリック・フォーラム」と呼ぶ。
いわゆる「パブリック・フォーラム論」とは、パブリック・フォーラムにおいては、所有権やその本来の利用目的のための管理権に基づく制限を受けざるを得ないとしても、憲法21条の保障する集会の自由に可能な限り配慮する必要があるとする理論である。
伊藤正己の「パブリック・フォーラム論」は、アメリカで発展したそれと異なる次元の理論であるため注意を要する。

## 家族・親族
弟に伊藤正元住友商事社長。

## 略歴
- 1919年 - 兵庫県生まれ[1]。後に兵庫県立第一神戸中学校を経て第一高等学校入学
- 1943年 - 東京帝国大学法学部卒業、高等試験司法科合格、東京帝国大学特別研究生前期入学
- 1945年 - 東京帝国大学特別研究生後期入学
- 1946年 - 司法省調査課嘱託
- 1947年 - 専修大学法学部兼任講師
- 1948年 - 法務庁調査意見局調査員
- 1948年 - 東京大学助教授就任
- 1957年 - 東京大学教授昇格（1970年11月1日-1972年10月31日 東京大学法学部長併任、1973年東京大学総長特別補佐）
- 1960年 - 東京大学で法学博士の学位を取得 論文の題は「言論・出版の自由」[8]。
- 1967年 - コロンビア大学法科大学院客員教授
- 1980年1月19日 - 最高裁判所判事に就任（第三小法廷）
- 1989年9月20日 - 最高裁判所判事を定年退官
- 1990年1月1日 - 日本育英会会長に就任
- 1990年2月12日 - 日本学士院会員就任
- 1993年1月1日 - 日本育英会会長に再任
- 1993年4月29日 - 勲一等旭日大綬章受章
- 1994年11月12日 - 国際科学技術財団会長（2004年11月12日まで）
- 1995年12月31日 - 日本育英会会長任期満了
- 1999年11月3日 - 文化勲章受章
- 2010年12月27日 - 呼吸不全により死去[9][3]
- 2011年2月2日 - 正三位追叙の官報告示（日付は逝去日の2010年12月27日）

## 役職
- 社団法人国際商事法研究所特別顧問

## 著書
- 『裁判所侮辱の諸問題 アメリカの立法と判例を中心として』有斐閣 1949
- 『イギリス公法の原理』弘文堂(法原理叢書) 1954
- 『法の支配』有斐閣 1954
- 『言論・出版の自由 その制約と違憲審査の基準』岩波書店 1959
- 『近代法の常識』有信堂(文化新書)　1960
- 『言論の自由を守るために』有信堂(文化新書)　1961
- 『アメリカ法入門』日本評論新社 1961
- 『プライバシーの権利』岩波書店 1963
- 『憲法の研究』有信堂 1965
- 『憲法入門』1966 (有斐閣双書)
- 『現代社会と言論の自由』有信堂 1974
- 『イギリス法研究』東京大学出版会 1978
- 『社会生活と法 社会あるところに法がある』旺文社(テレビ大学講座)1979
- 『憲法』弘文堂(法律学講座双書)1982
- 『裁判官と学者の間』（有斐閣、1993年、OD版2001年）

### 共編著
- 『英米法概論』青林書院(新法律学演習講座) 1960
- 『アメリカ法入門 basic university library［第4版］』（日本評論社、2008年、初版1961年）木下毅と共著。ISBN 9784535010352
- 『プライヴァシー研究』戒能通孝共編 日本評論新社 1962
- 『現代法学入門』加藤一郎共編 有斐閣 1964
- 『教材法学入門』加藤一郎共編 1965 (有斐閣双書)
- 『マスコミ法令要覧』清水英夫共編 現代ジャーナリズム出版会 1966
- 『現代における権利とはなにか 権利の濫用をめぐって』甲斐道太郎共編 1972 (有斐閣選書)
- 『権利の事典 生活の中で考える権利のすがた』乾昭三共編 1974 (有斐閣選書)
- 『憲法小辞典』阿部照哉、尾吹善人共編 1975 (有斐閣双書)
- 『法学』有信堂(カレッジブックス)　1975
- 『放送制度 その現状と展望』1-3 日本放送出版協会 1976-1978
- 『法学史』碧海純一、村上淳一共著 東京大学出版会 1976
- 『注釈憲法』尾吹善人、樋口陽一共編 1976 (有斐閣新書)
- 『日本国憲法の考え方』1978 (有斐閣新書)
- 『英米法』田島裕共著 現代法学全集 48 筑摩書房 1985
- 『法学者人と作品』日本評論社(日評選書)1985

### 翻訳
- 『米国連邦破産法』法務府法制意見第四局(法務資料)1950
- P・G・ヴィノグラドフ『法における常識』末延三次共訳 岩波書店 1951 のち文庫
- フィーフット『イギリス法 その背景』東京大学出版会 1952
- K.C.ウィーア『現代の憲法』小堀憲助共訳 勁草書房 1954
- ロード・アルフレッド・デニング『裁判と正義』児島武雄共訳 紀伊国屋書店 1957
- デュルガ・ダス・ベイシュ『基本的人権の制限 とくにアメリカ,インド及び日本の憲法に関連させて』憲法調査会事務局 1959
- A.V.ダイシー『憲法序説』田島裕共訳 学陽書房(社会科学古典選書)　1983